# Mertajärvi (sjö i Polvijärvi, Norra Karelen)
Mertajärvi är en sjö i kommunen Polvijärvi i landskapet Norra Karelen i Finland. Sjön ligger 95,8 meter över havet. Arean är 57 hektar och strandlinjen är 5,4 kilometer lång. Sjön  ingår i Vuoksens huvudavrinningsområde.   Den ligger omkring 31 kilometer nordväst om Joensuu och omkring 380 kilometer nordöst om Helsingfors. 